# Noram Cup w biegach narciarskich 2019/2020
Noram Cup w biegach narciarskich 2019/2020 to kolejna edycja tego cyklu zawodów. Rywalizacja rozpoczęła się 6 grudnia 2019 r. w kanadyjskim Canmore Nordic Centre Provincial Park, a zakończyła się 2 lutego 2020 r. w Mont-Sainte-Anne, również w Kanadzie.
W poprzednim sezonie tego cyklu najlepszą wśród kobiet była Kanadyjka Katherine Stewart-Jones, a wśród mężczyzn najlepszy okazał się jej rodak Philippe Boucher.

## Kalendarz i wyniki

### Kobiety
| Lp. | Data             | Miejscowość                           | Dystans                          | 1. miejsce              | 2. miejsce              | 3. miejsce              |
| --- | ---------------- | ------------------------------------- | -------------------------------- | ----------------------- | ----------------------- | ----------------------- |
| 1.  | 6 grudnia 2019   | Canmore Nordic Centre Provincial Park | Sprint s. dowolnym               | Julia Richter           | Katherine Stewart-Jones | Katharine Ogden         |
| 2.  | 7 grudnia 2019   | Canmore Nordic Centre Provincial Park | 5 km s. klasycznym               | Katharine Ogden         | Katherine Stewart-Jones | Sydney Palmer-Leger     |
| 3.  | 8 grudnia 2019   | Canmore Nordic Centre Provincial Park | 10 km s. dowolnym                | Caitlin Gregg           | Katharine Ogden         | Katherine Stewart-Jones |
| 4.  | 13 grudnia 2019  | Nakkertok Nordic Ski Centre           | Sprint s. klasycznym             | Katherine Stewart-Jones | Maya MacIsaac-Jones     | Catherine Weaver        |
| 5.  | 14 grudnia 2019  | Nakkertok Nordic Ski Centre           | 5 km s. dowolnym                 | Katherine Stewart-Jones | Laura Leclair           | Cendrine Browne         |
| 6.  | 15 grudnia 2019  | Nakkertok Nordic Ski Centre           | 10 km s. klasycznym              | Katherine Stewart-Jones | Andrée-Anne Théberge    | Annika Richardson       |
| 7.  | 30 stycznia 2020 | Mont-Sainte-Anne                      | Sprint s. dowolnym               | Cendrine Browne         | Laura Leclair           | Emily Nishikawa         |
| 8.  | 1 lutego 2020    | Mont-Sainte-Anne                      | 10 km s. klasycznym              | Emily Nishikawa         | Cendrine Browne         | Andrée-Anne Théberge    |
| 9.  | 2 lutego 2020    | Mont-Sainte-Anne                      | 15 km s. dowolnym (start masowy) | Emily Nishikawa         | Cendrine Browne         | Laura Leclair           |

### Mężczyźni
| Lp. | Data             | Miejscowość                           | Dystans                          | 1. miejsce            | 2. miejsce                | 3. miejsce            |
| --- | ---------------- | ------------------------------------- | -------------------------------- | --------------------- | ------------------------- | --------------------- |
| 1.  | 6 grudnia 2019   | Canmore Nordic Centre Provincial Park | Sprint s. dowolnym               | Jesse Cockney         | Pete Holmes               | Graham Ritchie        |
| 2.  | 7 grudnia 2019   | Canmore Nordic Centre Provincial Park | 10 km s. klasycznym              | Zak Ketterson         | Antoine Cyr               | Benjamin Lustgarten   |
| 3.  | 8 grudnia 2019   | Canmore Nordic Centre Provincial Park | 15 km s. dowolnym                | Benjamin Lustgarten   | Jack Carlyle              | Hunter Wonders        |
| 4.  | 13 grudnia 2019  | Nakkertok Nordic Ski Centre           | Sprint s. klasycznym             | Bob Thompson          | Antoine Cyr               | Antoine Briand        |
| 5.  | 14 grudnia 2019  | Nakkertok Nordic Ski Centre           | 10 km s. dowolnym                | Antoine Cyr           | Ricardo Izquierdo-Bernier | Evan Palmer-Charrette |
| 6.  | 15 grudnia 2019  | Nakkertok Nordic Ski Centre           | 10 km s. klasycznym              | Evan Palmer-Charrette | Julian Smith              | Antoine Cyr           |
| 7.  | 30 stycznia 2020 | Mont-Sainte-Anne                      | Sprint s. dowolnym               | Graham Ritchie        | Jesse Cockney             | Pierre Grall-Johnson  |
| 8.  | 1 lutego 2020    | Mont-Sainte-Anne                      | 15 km s. klasycznym              | Antoine Cyr           | Ricardo Izquierdo-Bernier | Russell Kennedy       |
| 9.  | 2 lutego 2020    | Mont-Sainte-Anne                      | 30 km s. dowolnym (start masowy) | Evan Palmer-Charrette | Ricardo Izquierdo-Bernier | Samuel Gary Hendry    |

## Klasyfikacje
| Lp. | Zawodniczka             | Punkty |
| --- | ----------------------- | ------ |
| 1.  | Katherine Stewart-Jones | 460    |
| 2.  | Cendrine Browne         | 320    |
| 3.  | Laura Leclair           | 310    |
| 4.  | Emily Nishikawa         | 260    |
| 5.  | Annika Richardson       | 255    |
| 6.  | Katharine Ogden         | 240    |
| 6.  | Andrée-Anne Théberge    | 240    |
| 8.  | Maya MacIsaac-Jones     | 238    |
| 9.  | Sadie White             | 180    |
| 10. | Zoe Williams            | 158    |
| 11. | Laurence Dumais         | 151    |
| 12. | Julia Richter           | 145    |
| 13. | Guro Jordheim           | 136    |
| 14. | Hannah Mehain           | 129    |
| 15. | Caitlin Gregg           | 125    |

| Lp. | Zawodnik                  | Punkty |
| --- | ------------------------- | ------ |
| 1.  | Antoine Cyr               | 420    |
| 2.  | Evan Palmer-Charrette     | 326    |
| 3.  | Ricardo Izquierdo-Bernier | 322    |
| 4.  | Jesse Cockney             | 274    |
| 5.  | Graham Ritchie            | 265    |
| 6.  | Jack Carlyle              | 242    |
| 7.  | Russell Kennedy           | 214    |
| 8.  | Philippe Boucher          | 207    |
| 9.  | Alexis Dumas              | 189    |
| 10. | Bob Thompson              | 188    |
| 11. | Samuel Gary Hendry        | 187    |
| 12. | Julian Smith              | 176    |
| 13. | Antoine Briand            | 173    |
| 14. | Zak Ketterson             | 172    |
| 15. | Benjamin Lustgarten       | 162    |